# Otto Sackur
Otto Sackur (ur. 28 września 1880 we Wrocławiu, zm. 17 grudnia 1914 w Berlinie) – niemiecki chemik fizyczny pochodzenia żydowskiego. Jeden z autorów równania Sackura-Tetrodego (1912) (Hugo Tetrode wyprowadził to równanie niezależnie w przybliżeniu w tym samym czasie). Stała fizyczna występująca w tym równaniu nazwana jest stałą Sakura-Tetrodego.
Studiował na Königliche Universität Breslau w 1901 r. uzyskał doktorat na podstawie rozprawy na temat zachowania silnych elektrolitów; jego promotorem był Richard Abegg. W 1905 r. habilitował się we Wrocławiu z chemii fizycznej. W 1912 r. przeniósł się do Berlina. Zginął w wyniku eksplozji w laboratorium Fritza Habera podczas badań nad chlorkiem kakodylu, jako potencjalnym bojowym środkiem drażniącym, pełniącym jednocześnie rolę materiału pędnego.